# Franjevačka klasična gimnazija u Visokom
Franjevačka klasična gimnazija u Visokom (lat. Classicum gymnasium franciscanum Visoko), jedina klasična gimnazija u Bosni i Hercegovini, srednjoškolska je odgojno-obrazovna ustanova u vlasništvu Franjevačke provincije Bosne Srebrene. 

## Povijest

### Prije dolaska u Visoko: 1882. – 1900.
Gimnazija je utemeljena 1882. odlukom Provincijskog kapitula u Fojnici. Određeno je da se dotadašnje samostanske škole diljem provincije zatvore, odnosno objedine u jednu središnju školu, koja je u kolovozu 1882. otvorena u Franjevačkom samostanu u Kreševu.
Prva školska godina započeta je s tri razreda i 21 učenikom, a prvi ravnatelj (prodirektor) bio je fra Grgo Martić. Već sljedeće školske godine, odlukom uprave Bosne Srebrene škola i sjemenište preselili su u Franjevački samostan u Gučoj Gori kod Travnika, koji je tada mogao ponuditi bolji smještaj.
U Gučoj Gori škola je 1886., u petoj godini svoga postojanja, otvorila i IV., a sljedeće godine i V. razred. Postupno se počelo uvoditi i nove nastavne predmete – opću povijest (1888.) i njemački (1888.) te grčki jezik (1892.) te se tako škola po nastavnom programu izjednačila s nižim državnim gimnazijama. Znatan iskorak u organzaciji kao ravnatelj ostvario je fra Anđeo Franjić, koji je shvatio da bi za Gimnaziju trebalo graditi poseban zavod, a kao lokaciju već 1893. predlagao je Visoko.
Odluku o gradnji donijela je uprava Bosne Srebrene 1899., a već u kolovozu 1900. učenici su iz Guče Gore uselili u novu zgradu. Time je ostvaren važan preduvjet za nesmetan razvoj franjevačke odgojno-obrazovne djelatnosti u Visokom.
Zgradu je projektirao i radove vodio Ivan Holz, a rradnja (63 000 forinti) je financirana prodajom franjevačkog gostinjca u Istanbulu (26 000 forinta), prilozima samostana i župa (26 000 forinta) te darovima dobročinitelja. Samostan i crkva sv. Bonaventure građeni su zajedno sa zgradom gimnazije.

### Godine borbe za ravnopravnost: 1900. – 1918.
Odmah po dolasku u Visoko otvoren je i VI. razred gimnazije, a profesori i učenici počeli su raditi s velikim zanosom.
Gimnazijska zgrada nije bila odmah izgrađena u opsegu u kojem se danas nalazi: 1900. imala je oblik velikog uglatog slova J. Ubrzo se osjetilo da je ta zgrada pretijesna pa je 1913./14. na dužem dijelu nadograđena po nacrtu arhitekta Franje Holza., tako da su stvoreni uvjeti da se iste godine otvori VII., a sljedeće godine i VIII. razred. Nakon što je postala osmorazredna, na Gimnaziji je 1916. godine održana prva matura.

### U punom zamahu razvoja: 1919. – 1945.
U Kraljevini SHS, sva dotle stečena prava Gimnazije bila su uz male iznimke potvrđena, a 1924. konačno joj je priznato pravo javnosti. Ubrzo se počela mijenjati i struktura đaštva Gimnazije: dok su prije većinu đaka činili sjemeništarci, od 1925./26. brojem prevladavaju vanjski đaci, a zbog sve većeg broja đaka-katolika iz udaljenih mjesta, za njih je uz Gimnaziju 1928. izgrađen poseban objekt, tzv. konvikt: dvokatnica s podrumom, ukupne površine oko 3.200 m2, kao internat za 150 vanjskih đaka iz udaljenih mjesta. U istoj se zgradi za njih i za sve ostale vanjske đake izvodila nastava. Sve veće zanimanje za upis u Gimnaziju dodatno je pojačano 1928./29., kada se uz klasična odjeljenja, od V. razreda, počinju uvoditi i realno-gimnazijska.
Đaci su u konvikt dolazili s teritorija cijele tadašnje države, a osobito iz Bosne, Dalmacije, Slavonije i Zagreba. Tako je 1930./31. broj svih đaka Gimnazije dosegao 413, a najviše ih je bilo 1939./40. - ukupno 536.
Godine 1935. izgrađena je gimnastička dvorana po projektu Karla Pařika (Paržika).
Tijekom II. svjetskog rata u dio gimnazijske zgrade uselila se domobranska vojska, a veći dio konvikta zauzela je njemačka Feldengendarmerie. Zato je partizansko zrakoplovstvo 1944. bombardiralo zgradu konvikta. U konc-logorima NDH stradalo je 8 učenika Židova, a partizani su 1945. godine na različitim mjestima poubijali 11 sjemeništaraca.

### Komunizam (1945. – 1990.)
Ubrzo nakon rata i nastupa komunističke vlasti Gimnazija je izgubila pravo javnosti. Nastojeći nastaviti s radom i bez prava javnosti samo za sjemeništarce, šk. godina 1945./46. započeta je 13. prosinca 1945., a kad je u veljači 1947. stigla izričita naredba da se nastava ima prekinuti, Ravnateljstvo Gimnazije uspjelo je dobiti dopuštenje da se i ta školska godina završi. Školska godina 1946./47. nije ni započeta. Uz veliko nastojanje Uprave Bosne Srebrene tadašnje Ministarstvo prosvjete odobrilo je Gimnaziji rad 27. studenog 1947., ali pod nazivom »Franjevačko sjemenište« i uz uvjet da svjedodžbe Gimnazije vrijede samo pri upisu na teološke visoke škole i fakultete, tako da su Gimnaziju od tada pohađali samo franjevački sjemeništarci.
Nakon stjecanja dozvoole za rad najveći veliki problem bio je tijesan prostor, jer su partizani u kolovozu 1945. po kratkom postupku oduzeli Konvikt, a u samostansku zgradi početkom šk. godine 1945./46. uselile su razne državne ustanove: realna gimnazija, srednjoškolski internat, večernja osnovna škola i štab omladinskih brigada za izgradnju željezničke pruge Šamac – Sarajevo. Zato su većina đaka i neki profesori stanovali u potkrovlju, koje je zbog hladnoće prozvano »Sibir«. Nakon što je 1950. tadašnji provincijal fra Jozo Markušić s delegacijom Udruge Dobri pastir posjetio maršala Tita, spomenute ustanove počele su se iseljavati, sve dok franjevcima 15. srpnja 1964. nisu vraćene i posljednje prostorije u samostanskoj zgradi.

### Rat i poraće: 1992. - 2007.
Tijekom rata u Bosni i Hercegovini – od travnja 1992. do ožujka 1996. – Gimnazija je djelovala u Republici Hrvatskoj, u Baškoj Vodi. Nisu zabilježena posebna oštećenja objekta Samostana Sv. Bonaventure, a u zgradi Konvikta su bile smještene jedinice Armije BiH. Nakon 1995. godine, objekt Konvikta je vraćen u posjed franjevaca, te su u njega ponovo smješteni đaci i profesori. Zahvaljujući velikoj potpori Vlade Republike Hrvatske, učenici su stanovali u Hotelu Slavija, a nastava se održavala u prostorijama mjesne osnovne škole. Posljednjih godina Gimnaziju pohađa 70-80 učenika, kandidata za Franjevački red, koji potječu iz raznih dijelova Bosne i Hercegovine.

### Od 2007.
Nakon punih 60 godina Gimnaziji je, odnosno Franjevačkom samostanu u Visokom, u prosincu 2005. vraćena zgrada konvikta, koju je JNA pretvorila u vojarnu još 1945.
Od šk. god. 2007./08., odlukom Uprave Bosne Srebrene, u Gimnaziju se po prvi put nakon 1944./45. ponovno mogu upisivati vanjski đaci bez obzira na vjeroispovijest, a po prvi put od osnivanja i učenice.
Uprava Bosne Srebrene započela je 2007. projekt temeljite obnove ovog objekta kako bi mogao služiti svojoj prvotnoj svrsi. Konvikt je vrlo suvremeno obnovljen i useljen početkom školske godine 2009./10. U njemu se od 2016./17. odvija nastava za sve učenike. 
Zahvaljujući brojnim donatorima, a najviše njemačkoj dobrotvornoj organizaciji Renovabis, od 2015. godine Gimnazija ima sportsku dvoranu.
Početkom školske godine 2019./20. u Gimnaziji se školovalo 114 učenika i učenica, od kojih 68 stanuju u Konviktu.

## Uprava

### Ravnatelji Gimnazije
Ravnatelji Gimnazije od njezina utemeljenja su franjevci Bosne Srebrene:
- fra Grgo Martić (1882. – 1884.)
- fra Mirko Barać (1884. – 1886. i 1888. – 1892.)
- fra Jerko Mihaljević (1886. – 87.)
- fra Anđeo Franjić (1892. – 1905.)
- fra Filip Pašalić (1905.)
- fra Ambroža Živković (1905. – 1906.)
- fra Augustin Pejčinović (1906. – 1907.)
- fra Marijan Marić (1907. – 1908.)
- fra Jozo Markušić (1908. – 1913.)
- fra Karlo (Dragutin) Ikić (1914. – 1919.)
- fra Lujo Marković (1919. – 1928.)
- fra Kazimir Ivić (1928. – 1937.)
- fra Ljudevit Zloušić (1937. – 1945.)
- fra Krunoslav Misilo (1945. – 1946.)
- fra Rastislav Drljić (1947. – 1967.)
- fra Ignacije Gavran (1967. – 1976.)
- fra Mato Mrkonjić (1976. – 1991.)
- fra Stjepan Pavić (1991. – 1997.)
- fra Pavo Vujica (1997. – 2006.)
- fra Ivo Radman (2006. – 2007.)
- fra Ivica Studenović (2007. – 2009.)
- fra Zvonko Miličić (2009. – 2019.)
- fra Josip Mrnjavac (2019. – 2020.)
- fra Ivan Nujić (2020. – 2022.)
- fra Stipo Alandžak (2022. –)

### Ravnatelji konvikta
Konviktom su također uvijek upravljali franjevci: 
- fra Vinko Lalić (1928. – 1936.)
- fra Većeslav Vlajić (1936. – 1940.)
- fra Krunoslav Misilo (1940. – 1942.)
- fra Tomislav Ostojić (1942. – 1945.)
- fra Franjo Radman (2005. – 2009.)
- fra Stipo Alandžak (2009. – 2019.)
- fra Zvonko Miličić (od 2019. – 2022.)
- fra Josip Mrnjavac (2022. –)

### Nastavno osoblje
Od utemeljenja do danas na Gimnaziji je predavalo oko 270 nastavnika. U školskoj godini 2021./22. u Gimnaziji djeluje ukupno 25 nastavnika i odgojitelja, od kojih šest franjevaca Bosne Srebrene i dvije školske sestre franjevke.

### Nastavni plan
Nastava se odvija po nastavnom planu za klasične gimnazije:
| predmeti                       | I. r. | II. r. | III. r. | IV. r. |
| ------------------------------ | ----- | ------ | ------- | ------ |
| Hrvatski jezik i književnost   | 4     | 4      | 4       | 4      |
| Njemački jezik                 | 3     | 3      | 3       | 3      |
| Engleski jezik                 | 2     | 2      | 2       | 2      |
| Latinski jezik                 | 3     | 3      | 3       | 3      |
| Grčki jezik                    | 3     | 3      | 3       | 3      |
| Glazbena umjetnost             | 1     | 1      | 1       | 1      |
| Likovna umjetnost              | 1     | 1      | 1       | 1      |
| Logika                         |       |        | 1       |        |
| Psihologija                    |       |        | 1       |        |
| Filozofija                     |       |        |         | 2      |
| Povijest                       | 2     | 2      | 2       | 2      |
| Zemljopis                      | 2     | 2      | 2       | 1      |
| Matematika                     | 4     | 4      | 3       | 3      |
| Fizika                         | 2     | 2      | 2       | 2      |
| Kemija                         | 2     | 2      | 2       | 2      |
| Biologija                      | 2     | 2      | 2       | 2      |
| Sociologija                    |       |        |         | 1      |
| Informatika                    | 1     | 1      |         |        |
| Tjelesna i zdravstvena kultura | 2     | 2      | 2       | 2      |
| Vjeronauk/Religijska kultura   | 1     | 1      | 1       | 1      |
| Ukupno                         | 35    | 35     | 35      | 35     |

## Financiranje rada
Od 1. travnja 2015. Gimnazija se financira iz proračuna Zeničko-dobojske županije. Školovanje u Gimnaziji za sve je učenike besplatno, a konviktorci financiraju troškove smještaja u konviktu. Svim učenicima i učenicama osigurani su besplatni udžbenici, a djelomice školski izleti te povremeni posjeti kazalištima i koncertima.

## Vanjske poveznice
- Službene stranice